# Sanger (Texas)
Sanger è un centro abitato degli Stati Uniti d'America, situato nella contea di Denton dello Stato del Texas.
La popolazione era di 6.916 persone al censimento del 2010.

## Geografia fisica
Sanger è situata a 33°21′47″N 97°10′34″W (33.363068, -97.176212).
Secondo lo United States Census Bureau, ha un'area totale di 10,9 miglia quadrate (28,3 km²), di cui 0,04 miglia quadrate (0,1 km²), o 0,45%, d'acqua.

## Società

### Evoluzione demografica
Gli abitanti nel 1980 erano 2,574, con un aumento del 60,6% dal 1970. Nel 1990 gli abitanti erano 3,508, e nel 2010 erano 6,916. Secondo il censimento del 2000, c'erano 4,534 persone, 1.645 nuclei familiari e 1.220 famiglie residenti nella città. La densità di popolazione era di 1.441,9 persone per miglio quadrato (557,5/km²). C'erano 1.750 unità abitative a una densità media di 556,5 per miglio quadrato (215,2/km²). La composizione etnica della città era formata dall'89,08% di bianchi, il 3,04% di afroamericani, l'1,10% di nativi americani, lo 0,13% di asiatici, il 4,19% di altre razze, e il 2,45% di due o più etnie. Ispanici o latinos di qualunque razza erano l'11,31% della popolazione.
C'erano 1.645 nuclei familiari di cui il 43,1% aveva figli di età inferiore ai 18 anni, il 55,1% erano coppie sposate conviventi, il 12,9% aveva un capofamiglia femmina senza marito, e il 25,8% erano non-famiglie. Il 21,9% di tutti i nuclei familiari erano individuali e l'8,6% aveva componenti con un'età di 65 anni o più che vivevano da soli. Il numero di componenti medio di un nucleo familiare era di 2,72 e quello di una famiglia era di 3,17.
La popolazione era composta dal 30,6% di persone sotto i 18 anni, il 9,1% di persone dai 18 ai 24 anni, il 31,5% di persone dai 25 ai 44 anni, il 19,1% di persone dai 45 ai 64 anni, e il 9,7% di persone di 65 anni o più. L'età media era di 32 anni. Per ogni 100 femmine c'erano 93,3 maschi. Per ogni 100 femmine dai 18 anni in giù, c'erano 87,0 maschi.
Il reddito medio di un nucleo familiare era di 40.380 dollari, e quello di una famiglia era di 43.828 dollari. I maschi avevano un reddito medio di 32.220 dollari contro i 22.662 dollari delle femmine. Il reddito pro capite era di 17.840 dollari. Circa il 5,2% delle famiglie e il 6,3% della popolazione erano sotto la soglia di povertà, incluso il 7,0% di persone sotto i 18 anni e il 9,8% di persone di 65 anni o più.